# Chandeleur
Cet article concerne la fête traditionnelle. Pour les îles, voir îles Chandeleur.
Cet article possède un paronyme, voir Chandler.
La Chandeleur (fête des chandelles) est une fête religieuse chrétienne correspondant à la Présentation de Jésus au Temple et à sa reconnaissance par Syméon comme « Lumière qui se révèle aux nations ». C'est l'une des Douze grandes fêtes liturgiques célébrées par l'Église orthodoxe.
Cette fête a lieu le 2 février, soit le quarantième jour à partir de Noël. Ses origines font débat et certains auteurs la rapprochent de fêtes païennes, notamment la fête romaine des Lupercales, qu'elle aurait peut-être remplacée.
De nos jours, en France, en Belgique et en Suisse romande, on mange traditionnellement des crêpes dans une ambiance festive le jour de la Chandeleur. Au Luxembourg les enfants passent de maison à maison avec des lanternes, en contrepartie d‘une chanson à l’honneur de St. Blaise (lux. Herrgotts Blieschen) ils reçoivent des sucreries.

## Étymologie
Le nom de cette fête vient du latin festa candelarum, « la fête des chandelles » (candela : « chandelle »).

## Historique
Chez les Romains, on fêtait les Lupercales du 13 au 15 février, en l'honneur de Faunus, dieu de la fécondité et des troupeaux. Vers la même date avait également lieu la fête de Feralia.
Les Lupercales ont pu être liées à la Chandeleur, notamment par le cardinal Cesare Baronio au XVIe siècle,, sans doute en raison de leur visée purificatrice commune. En 494, des « chandelles » ont été associées à la Chandeleur par le pape Gélase Ier, le premier à organiser des processions aux flambeaux le 2 février. Dans une lettre au sénateur Andromachus, il dit souhaiter rétablir les Lupercales et argue de leur pouvoir purificateur. Comme le Sacramentaire gélasien mentionne la Chandeleur, on en conclut que Gélase avait remplacé la fête païenne par la fête de la Présentation de Jésus au Temple. Cependant, le Sacramentaire gélasien a subi une forte influence gallicane et a été compilé entre 628 et 731 ; il est donc aussi possible que cette adjonction ne soit pas due à Gélase. En effet, lorsque ce dernier s'adresse à Andromachus, il n'use pas d'arguments d'autorité, mais se contente de montrer que la fête des Lupercales n'aurait plus d'effet par sa dénaturation et son incompatibilité avec des idéaux chrétiens. Ce fait a été interprété comme dénotant son manque d'influence sur l'aristocratie romaine.
La fête de la Présentation de Jésus au Temple est célébrée à partir du IVe siècle à Jérusalem. On trouve des homélies sur cette fête attribuées à Méthode d'Olympe († 312), au pseudo-Cyrille de Jérusalem, au pseudo-Grégoire de Nysse († 400) ou à Jean Chrysostome († 407). En outre, on dispose du récit de pèlerinage d'Égérie (381–384) affirmant que des festivités ont lieu à Jérusalem quarante jours après l'Épiphanie — la naissance du Christ étant alors célébrée à cette date en Orient (cela est toujours le cas pour les Arméniens) — en l'honneur de la Présentation au Temple :
« XXVI. Sane quadragesimæ de epiphania ualde cum summo honore hic celebrantur. Nam eadem die processio est in Anastase, et omnes procedunt et ordine suo aguntur omnia cum summa lætitia ac si per pascha. Prædicant etiam omnes presbyteri et sic episcopus semper de eo loco tractantes euangelii, ubi quadragesima die tulerunt Dominum in templo Ioseph et Maria et uiderunt eum Symeon uel Anna prophetissa, filia Fanuhel, et de uerbis eorum, quæ dixerunt uiso Domino, uel de oblatione ipsa, qua optulerunt parentes. Et postmodum celebratis omnibus per ordinem, quæ consuetudinis sunt, aguntur sacramenta et sic fit missa »

« XXVI. Le quarantième jour après l'Épiphanie, en vérité, se célèbre ici avec une très grande pompe. Ce jour-là, la réunion a lieu à l'Anastasis. Tout le monde s'y réunit et on y célèbre tout de la manière habituelle avec la plus grande solennité, comme à Pâques. Tous les prêtres prêchent, puis l'évêque, commentant toujours ce passage de l'évangile selon lequel le quarantième jour, Joseph et Marie portèrent le Seigneur au temple, où le virent Syméon et la prophétesse Anne, fille de Phanuel, ainsi que leurs paroles à la vue du Seigneur et l'offrande que firent ses parents. Après quoi, quand tout a été célébré de la manière habituelle, on accomplit les mystères, puis a lieu le renvoi »

La Nativité était, en Occident, fêtée le 25 décembre depuis au moins son attestation en l'an 354 dans le Chronographe de 354. Quarante jours après, cela tombe automatiquement le 2 février. Dans la partie orientale de l'Empire romain, Justin institue la fête de l'Hypapante le 2 février 521.

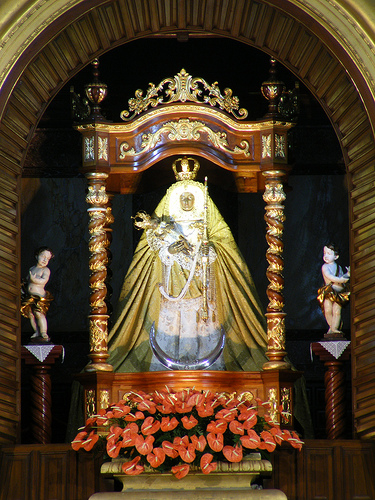
Notre-Dame de Candelaria (patronne des îles Canaries). Dans cet archipel espagnol a commencé l'identification de la Chandeleur avec la Vierge Marie.

Par conséquent, Gélase Ier – s'il a peut-être contribué à la répandre – n'a pas inventé cette célébration, et le lien fait par le cardinal Cesare Baronio entre le 14 février et les Lupercales est inopérant, puisque les Lupercales, fête romaine par excellence de par son lien avec Remus et Romulus, n'étaient pas célébrées à Jérusalem et que c'est là seulement qu'on trouva des célébrations de la Présentation faites autour de cette date. Mais il semble qu'elle ait plutôt pris de l'importance à la suite de la peste de Justinien en 541 avant de se répandre lentement en Occident.
Chez les Celtes, on fêtait Imbolc le 1er février. Ce rite en l'honneur de la déesse Brigit célébrait la purification et la fertilité au sortir de l'hiver. Les paysans portaient des flambeaux et parcouraient les champs en procession, priant la déesse de purifier la terre avant les semailles.
Dans les églises, on remplace les torches par des chandelles bénites dont la lueur est supposée éloigner le mal et rappelle que le Christ est la lumière du monde. Les chrétiens rapportent ensuite les cierges chez eux afin de protéger leur foyer. En 1372, cette fête sera également associée à la purification de la Bienheureuse Vierge Marie, autrement dit ses relevailles.
Les crêpes avec leur forme ronde et leur couleur dorée rappelleraient le Soleil enfin de retour après la nuit de l'hiver, ce qui expliquerait que l'on confectionne des crêpes à la Chandeleur, moment de l'année où les jours s'allongent de plus en plus vite. C'est également en cette période que les semailles d'hiver commençaient. On se servait donc de la farine excédentaire pour confectionner ces crêpes, symbole de prospérité pour l'année à venir.
La fête a pris un caractère marial après l'apparition de l'image de Notre-Dame sur l'île de Tenerife. En 1497, le vainqueur de Tenerife, Alonso Fernández de Lugo, a célébré la première fête de la Chandeleur dédiée à la Vierge. Une autre coutume, celle de la pièce d'or : les gens faisaient sauter la première crêpe avec la main droite en tenant une pièce d'or dans la gauche. Puis la pièce d'or était enroulée dans la crêpe avant d'être portée en procession par la famille dans la chambre où on la déposait sur l'armoire jusqu'à l'année suivante. Avant la conquête de Tenerife, les aborigènes guanches célébraient une fête autour de l'image de la Vierge lors de la fête de Beñesmen au mois d'août. C'était la fête de la récolte, qui marquait aussi le début de l'année. Actuellement, la fête de la Vierge de Candelaria aux îles Canaries est célébrée non seulement le 2 février, mais aussi le 15 août, jour de l'Assomption de la Vierge Marie chez les catholiques. Pour certains historiens, les festivités organisées en l'honneur de la Vierge au mois d'août sont un syncrétisme qui rappelle les vieux partis (???) beñesmer.

## Hypothèse de l'ours
La figure animale de l'ours fut l'objet d'un culte qui s'étendit de l'Antiquité jusqu'au cœur du Moyen Âge. Des hypothèses minoritaires (c'est-à-dire qui ne font pas consensus) font remonter ce culte ou cette adoration à la Préhistoire, par exemple la constellation de la Grande Ourse, la plus ancienne figure céleste connue serait antérieure à 5 000 av. J.-C., à la fin du Néolithique. En Europe, Les peuples germains, scandinaves et, dans une moindre mesure, celtes célébraient la sortie d'hibernation de l'animal vers fin janvier ou début février. Mais la date faisant l'objet des plus importantes célébrations était le 24 janvier dans la majeure partie de l'Europe. Il s'agissait du moment où l'ours sortait de sa tanière pour voir si le temps était clément. Cette fête était caractérisée par des déguisements ou travestissements en ours et des simulacres de viols ou d'enlèvements de jeunes filles.
Selon « l'hypothèse de l'ours », minoritaire, l'Église catholique, ayant longtemps cherché à éradiquer ce culte païen, aurait institué à cette fin la fête de la Présentation de Jésus au Temple le 2 février. Cependant, les célébrations de l’ours et du retour de la lumière auraient survécu lors de feux de joie et autres processions aux flambeaux. Ces coutumes auraient poussé le pape Gélase Ier à instituer au Ve siècle la fête des chandelles. Du XIIe siècle au XVIIIe siècle, la Chandeleur fut appelée « Chandelours » dans de nombreuses régions (notamment les Alpes, les Pyrénées et les Ardennes). Les défenseurs de l’hypothèse de l’ours y voient un souvenir du culte de l'ours.
D'autres arguments avancés en faveur de l'hypothèse de l'ours se basent sur le calendrier chrétien. La Chandeleur y est fixée au 2 février, et la Sainte-Brigitte dont le culte reprend possiblement la date et certaines traditions du culte de la déese celtique Brigit au 1er février. Il y a également la Saint-Ours d'Aoste qui est celebrée le 3 février. La Chandeleur y peut être aussi vue comme l'ouverture de la période du Carnaval, l'ours étant « l'animal carnavalesque par excellence ».
Toutefois, l'usage liturgique de fêter la Présentation le 2 février était déjà établi à Jérusalem,,, bien avant qu'il ne l'ait été à Rome au Ve siècle.
Une festa candelarum païenne se serait aussi déroulée à Rome[citation nécessaire], commémorant la recherche de la déesse chthonienne Proserpine enlevée et épousée par le dieu des Enfers Pluton, par sa mère Cérès, déesse de l'agriculture et des moissons. Proserpine séjournant désormais sous terre, sa mère menaça de priver les hommes de nourriture, mais obtint de Jupiter que sa fille revienne sur la terre une moitié de l'année, correspondant aux saisons du printemps et de l'été, et retourne passer au royaume infernal l'automne et l'hiver. Ainsi, la fête des chandelles symbolise le retour du printemps avec le soleil qui fait croître la terre ensemencée.
Février, par ailleurs, tire son nom du verbe latin februare « purifier ». C'est pour cette raison que le christianisme aurait placé la fête de la Purification de la Vierge à ce moment. La purification en question est celle de la sortie de la « ténèbre hivernale ». Les mythes de Thésée et Ariane ou de La Belle au bois dormant par exemple seraient des narrations de la libération de la lumière (l'Aurore de l'année) par le « chevalier solaire »[citation nécessaire].

## Symbolique

### France, Belgique

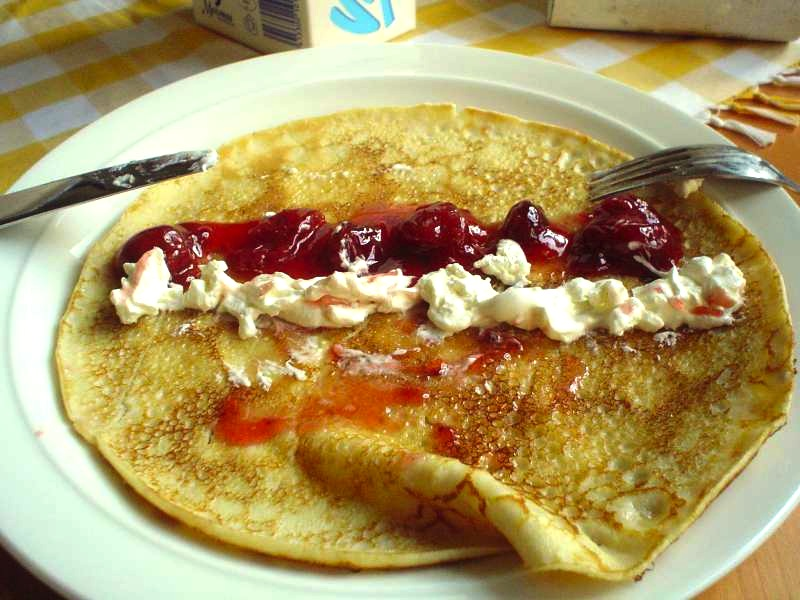
On prépare traditionnellement des crêpes à la Chandeleur.

La Chandeleur est toujours fêtée dans les églises le 2 février et la crèche de Noël n'y est rangée qu'à partir de cette fête, qui constitue la dernière du cycle de la Nativité selon le rite traditionnel en vigueur jusqu'à la réforme de la liturgie pendant le concile Vatican II. La Chandeleur est célébrée par les profanes comme le « jour des crêpes » : la tradition en est attribuée au pape Gélase Ier, qui faisait distribuer des crêpes aux pèlerins arrivant à Rome, mais on peut y voir aussi la coutume des Vestales, qui lors des Lupercales faisaient l'offrande de gâteaux préparés avec le blé de l'ancienne récolte pour que la suivante soit bonne. À l'occasion de la Chandeleur, toutes les bougies de la maison devaient être allumées.
On dit aussi que les crêpes, par leur forme ronde et dorée, rappellent le disque solaire, évoquant le retour du printemps après l'hiver sombre et froid.
Il existe encore de nos jours toute une symbolique liée à la confection des crêpes. Une tradition qui remonte à la fin du Ve siècle et liée à un rite de fécondité consiste à faire sauter les crêpes de la main droite en tenant une pièce d'or dans la main gauche (par exemple, un louis d'or ou à défaut une monnaie) afin de connaître la prospérité pendant toute l'année. Il faut que la crêpe retombe correctement dans la poêle pour que la prospérité soit assurée. On dit aussi que la première crêpe confectionnée doit être gardée dans une armoire et qu'ainsi les prochaines récoltes seront abondantes. Il est parfois précisé qu'il s'agit du sommet d'une armoire et que la crêpe est alors réputée ne pas moisir et éloigner la misère.

### Luxembourg
Lointaine héritière d'une ancienne procession aux flambeaux, la tradition actuelle fait du Liichtmëssdag une fête au centre de laquelle se retrouvent les enfants. En petits groupes, ils parcourent les rues l'après-midi ou la soirée du 2 février, tenant à la main une baguette allumée ou un lampion confectionné par leurs soins, pour chanter dans chaque maison ou magasin l'une ou l'autre chanson traditionnelle, en particulier Léiwer Härgottsblieschen. Ils espèrent recevoir en échange une récompense sous forme de sucreries ou menue monnaie (anciennement du lard, des petits pois, des biscuits).

### Mexique
Au Mexique, il est de tradition de commémorer la présentation de l'Enfant Jésus au Temple le 2 février. Cette célébration, très importante pour les Mexicains, passe par la levée de l'enfant (la « levantada » del niño) de la crèche qui est suivie par la tradition de l'habillage et de l'adoration de l'Enfant Jésus et est accompagnée de plusieurs chants (Ya vienen los Reyes Magos, Levantada del niño Dios, Levantamiento del niño Jesús y Arrullo de Dios). Vient ensuite le repas familial autour de tamales.
Cette fête est étroitement liée à celle de l'Épiphanie, puisque c’est ce jour, lors de la dégustation de la « Rosca de Reyes » (gâteau des rois) qu’est désignée la personne devant se charger de l’organisation de la Chandeleur. En effet, celui qui trouve le muñeco (fève en forme d'Enfant Jésus) dans la brioche est désigné comme parrain de l’enfant. C’est lui qui devra habiller le niño dios (image de l'Enfant Jésus sous forme de poupée de taille plus ou moins grande) le jour de la Chandeleur avec des vêtements richement décorés et l’apporter à l’église pour le faire bénir. Ces images sont souvent transmises de génération en génération dans les familles. Elles sont aussi vendues dans des boutiques spécialisées. Tous les ans, de nouveaux habits pour l'image de l'Enfant Jésus sont achetés en signe de dévotion.
Un repas en famille suit cette bénédiction. Celui qui a tiré la fève à l’Épiphanie doit également préparer les tamales, plat à base de maïs que l'on croit rappeler les offrandes de maïs du passé pré-chrétien du Mexique. Toute la famille est conviée à ce repas (il s’agit souvent des mêmes personnes que pour la dégustation de la Rosca à l’Épiphanie), ce qui donne à cette fête une dimension familiale et de partage. Ces célébrations ne se déroulent pas seulement au Mexique, mais également dans les communautés mexicaines du reste du monde, notamment en France. C’est pour cela que cette pratique typique du Mexique apparait dans l’Inventaire du patrimoine culturel immatériel en France.

### États-Unis et Canada
La célébration de la Chandeleur a généralement été remplacée dans les médias par le jour de la marmotte bien que la tradition de la Chandeleur persiste encore sous ce nom dans plusieurs régions où les traditions françaises demeurent vivaces, comme au Québec, en Acadie, en Louisiane, dans la vallée du Mississippi et dans le Maine,.

## Proverbes
- À la Chandeleur, l'hiver se meurt ou prend vigueur.
- À la Chandeleur, l'hiver cesse ou prend rigueur.
- À la Chandeleur, au grand jour, les grandes douleurs.
- À la Chandeleur, grande neige et froideur.
- À la Chandeleur, la neige est à sa hauteur|référence=, ce qui signifie que c'est souvent à cette date que l'épaisseur de la neige est à son maximum, au Québec.
- À la Chandeleur, le froid fait douleur.
- À la Chandeleur, trouve ton âme sœur : que du bonheur ! |référence=, proverbe provenant d'Alsace.
- À la Chandeleur, le jour croît d'une heure, familièrement À la Chandeleur, ça y va d'une heure.
- À la Chandeleur, Quéré fait des crêpes jusqu'à pas d'heure[39].
- À la Chandeleur, Rose n'en sentira que l'odeur.
- Rosée à la Chandeleur, l'hiver à sa dernière heure.
- Si la Chandeleur pleure, l'hiver ne demeure[40].
- Si le ciel n'est ni clair ni beau, nous aurons plus de vin que d'eau[39].|référence=, proverbe provenant du Bordelais.
- Si point ne veux de blé charbonneux, mange des crêpes à la Chandeleur[6].
- Chandeleur à ta porte, c'est la fin des feuilles mortes[41].